# Phoenix Sky Harbor nemzetközi repülőtér
A Phoenix Sky Harbor nemzetközi repülőtér (IATA: PHX, ICAO: KPHX) az Amerikai Egyesült Államok egyik jelentős nemzetközi repülőtere. Arizona államban, Phoenixben található. Éves utasforgalma 44 397 854 fő (2022).

## Futópályák
A repülőtér futópályái:
- 07L/25R (10 300 ft, 150 ft, beton)
- 07R/25L (7801 ft, 150 ft, beton)
- 08/26 (11 489 ft, 150 ft, beton)

## Forgalom
Az utasforgalom az elmúlt években az alábbi módon változott:
| Utasok száma | 240 786 | 783 115 | 2 236 637 | 3 964 942 | 8 605 408 | 22 140 437 | 33 554 407 | 42 184 515 | 44 003 840 | 48 872 974 |
|              | 1951    | 1959    | 1967      | 1975      | 1983      | 1991       | 1999       | 2007       | 2015       | 2023       |